# Юзефович, Здзислав
Здзислав Юзефович (пол. Zdzisław Józefowicz; род. 12 ноября 1939) — польский боксёр, бронзовый призёр в полутяжёлом весе чемпионата Европы 1961 года.
В составе сборной Польши провёл 4 поединка — 2 победы и 2 поражения.
Трижды золотой призёр Гвардейской спартакиады (среди спортсменов, представляющих МВД социалистических стран) — в 1962 и 1964 годах в полутяжёлом и в 1965 году — в супертяжёлом весе), дважды серебряный призёр (1963 года в полутяжёлом и 1966 — супертяжёлом весе), бронзовый призёр в супертяжёлом весе 1961 года.
Завоевал также 4 индивидуальных серебряных медали в полутяжёлом весе на чемпионатах Польши в 1960, 1961, 1963 и 1964 годах и бронзовую медаль в 1958 году.
Представлял клубы «Bawełna» и «Gwardia» (оба — Лодзь).